# 1545 az irodalomban
Az 1545. év az irodalomban.

## Új művek
- Mikołaj Rej lengyel zsidó író: Żywot Józefa z pokolenia żydowskiego… (A zsidó nemzetiségbeli József élete…).[1]

## Születések

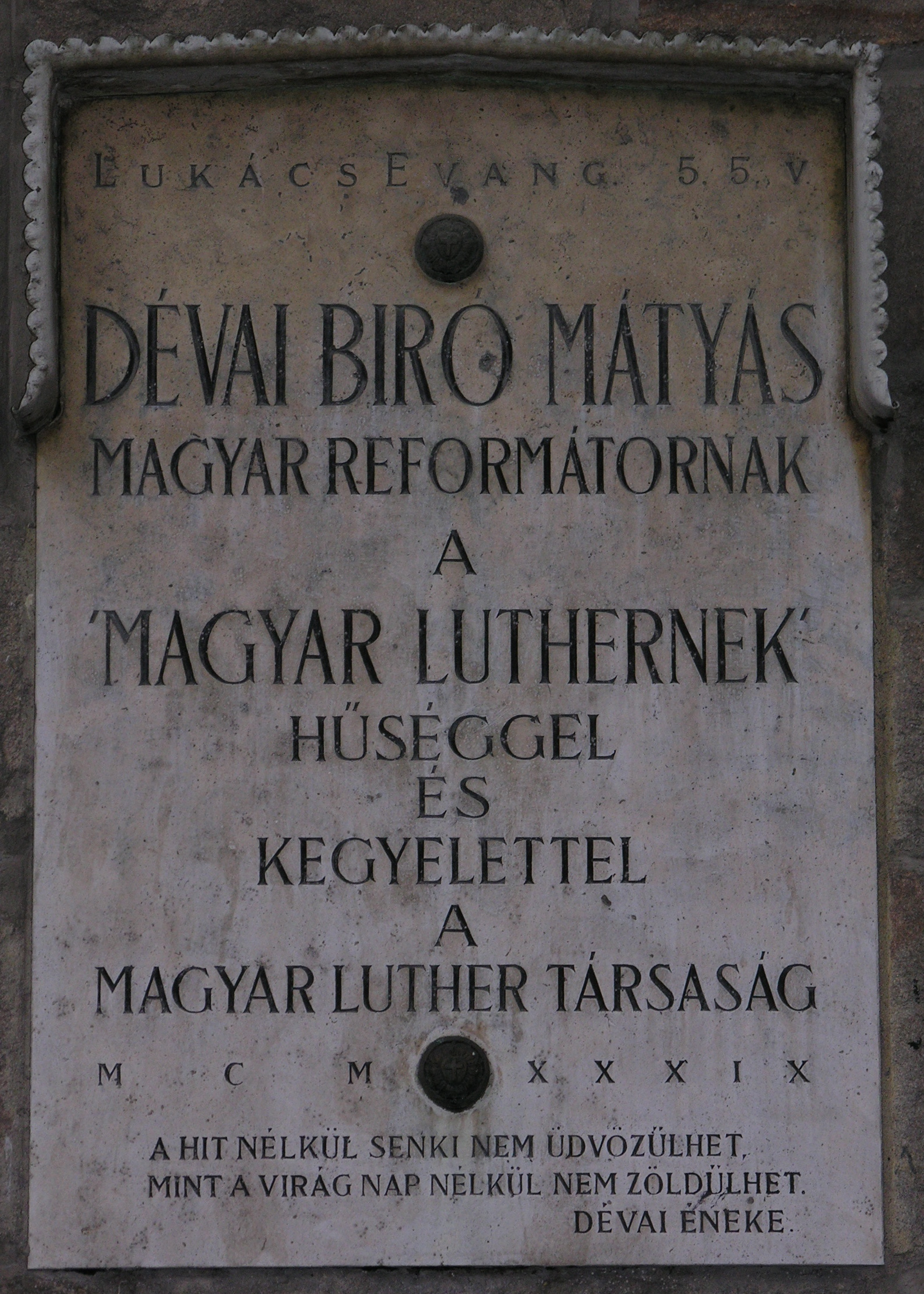
Dévai Bíró Mátyás emléktáblája Budapesten

- 1545. körül – Sebastian Fabian Klonowic, főként szatíráiról nevezetes lengyel költő († 1602 körül)
- 1545 vagy 1544 – Robert Garnier francia költő, drámaíró († 1590)

## Halálozások
- július 17. – Pernette du Guillet francia költőnő (* 1520 körül)
- 1545 – Dévai Bíró Mátyás, az első magyar reformátor (* 1500 körül)